# 丹尼洛沃农村居民点
丹尼洛沃农村居民点（俄语：Даниловское сельское поселение）是俄罗斯联邦弗拉基米尔州梅连基区所属的一个农村居民点。其下辖有19个居民点，行政中心为丹尼洛沃。据2016年统计，该农村居民点的人口为3034人。